# Джоел Отто
Джоел Стюарт Отто (англ. Joel Stuart Otto; 29 жовтня 1961, м. Елк-Рівер, США) — американський хокеїст, центральний нападник.
Виступав за «Монктон Голден-Флеймс» (АХЛ), «Калгарі Флеймс», «Філадельфія Флайєрс».
В чемпіонатах НХЛ — 943 матчі (195+313), у турнірах Кубка Стенлі — 122 матчі (27+47).
У складі національної збірної США учасник зимових Олімпійських ігор 1998 (4 матчі, 0+0), учасник чемпіонатів світу 1985 і 1990 (19 матчів, 4+5), учасник Кубка Канади 1987 і 1991 (13 матчів, 4+2), учасник Кубка світу 1996 (7 матчів, 1+2).
Досягнення
- Володар Кубка Стенлі (1989)
- Фіналіст Кубка Канади (1991)
- Володар Кубка світу (1996).